# Векшьо
Векшьо (на шведски: Växjö, произношението и правописа за България е утвърдено от руски, на шведски се произнася vɛkːɧøː , Векхьо) е град в Южна Швеция.

## География
Векшьо се намира в лен Крунубери на историческата провинция Смоланд. Главен административен център е на едноименната община Векшьо. На около 4 – 5 км на север от града се намира езерото Хелгашьон като северозападната му част е на брега на езерото. Векшьо е транспортен и жп възел. На север до град Йоншьопинг разстоянието е 204 км. На запад до град Халмстад е около 150 км. На изток до брега на Балтийско море и град Калмар е около 130 км. На юг до град Малмьо и датската столица Копенхаген около 250 – 260 км. Население 60 887 жители (2010 г.).

## История
Получава статут на град през 1342 г. Катедралата в града е построена през 12 век. Векшьо е един от 133-те града на Швеция, които имат статут на исторически градове.

## Икономика
Във Векшьо има заводи на френската компания „Алстом“ и на шведската компания за строеж на самолети и автомобили СААБ. Университетът в града през 2004 г. наброява 14 000 студенти.

## Спорт
Представителният футболен отбор на града се казва Йостерш ИФ.

## Личности, родени във Векшьо
- Матс Виландер (р. 1964), шведски тенисист
- Йонас Бьоркман (р. 1972), тенисист
- Пер Лагерквист (1891 – 1974), шведски поет и писател
- Стефан Юхансон (р. 1956), шведски автомобилен пилот

## Личности, свързани с Векшьо
- Карл Линей (1707 – 1778), шведски учен

## Фотогалерия
- Замъкът „Телебори“
- Регионалният театър
- Болницата
- Градската библиотека
- Университетът
- Бившата сграда на полицията
- Хотел в центъра на града